# Jean I. de Bourbon, comte de La Marche

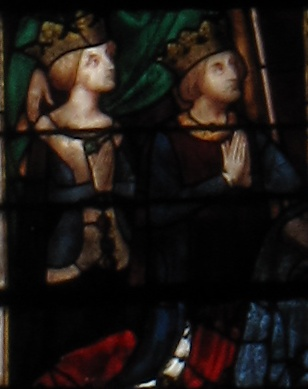
Jean und Catherine

Jean I. de Bourbon (* 1344; † 11. Juni 1393) war von 1362 bis 1393 als Jean I. Graf von La Marche, von 1372 bis 1393 als Jean VII. Graf von Vendôme und Castres sowie Pair von Frankreich. Er war ein Sohn Jacques’ I. de Bourbon und seiner Frau Jeanne de Châtillon.
Er heiratete 1364 Catherine de Vendôme († 1412), die spätestens 1372 die Grafschaften Vendôme und Castres erbte. Mit ihr hatte er folgende Kinder:
- Jacques II. (1370–1438), Graf von La Marche, Graf von Castres
- Louis I. (1376–1446), Graf von Vendôme
- Jean, Herr von Carency
- Anne (um 1380–1408) ⚭ 1) Jean II de Valois († 1401/1402), Graf von Montpensier; ⚭ 2) Ludwig VII. von Bayern-Ingolstadt,
- Marie
- Charlotte ⚭ Janus de Lusignan, König von Zypern.

Jean de Bourbon kämpfte 1356 in der Schlacht bei Maupertuis, in der er in Gefangenschaft geriet. Nach seiner Freilassung schloss er sich Bertrand du Guesclin an, mit dem er 1366 in Kastilien Heinrich von Trastamara gegen König Peter den Grausamen unterstützte. Im Vendômois ließ er die Burgen Vendôme und Lavardin wieder aufbauen.